# El amateur (obra de teatro)
El amateur es una obra de teatro escrita por el dramaturgo Mauricio Dayub que se estrenó en agosto de 1997 y en la que se basó la película homónima dirigida por Juan Bautista Stagnaro sobre su propio guion que se estrenó el 22 de abril de 1999 y que tuvo como actores principales a Mauricio Dayub, Vando Villamil, Juan Verdaguer y Cacho Espíndola.

## Historia
Mauricio Dayub (n. 28 de enero de 1960 en Paraná, Entre Ríos) es un actor y director de teatro argentino que escribió El amateur. Debutó como  actor en Buenos Aires en El primero, de Ismael Horowitz y ganó el Premio ACE al actor revelación por su participación en las obras Compañero del alma y A lo loco.
El autor contó en un reportaje que no creía que su obra pudiera tener aceptación pese a lo cual se la pasó al director de teatro Luis Romero y al actor Vando Villamil, que le propusieron representarla, por lo cual el paso siguiente fue contactar a la escenógrafa Graciela Galán, al director de teatro Mauricio Kartun para la supervisión actoral y a Jaime Roos para la musicalización. 
La pieza se estrenó en agosto de 1997, fue incrementando su difusión y tuvo cuatro nominaciones para el premio María Guerrero: mejor obra y actuación (a Dayub), escenografía (Graciela Galán) y dirección (Luis Romero).

## Sinopsis
Los personajes son dos seres ocupados en sobrevivir mientras tratan de cumplir sus sueños: el de uno es alcanzar el éxito como cantante de tangos y el del otro es conquistar un campeonato ciclístico.

## Versión fílmica
El 22 de abril de 1999 se estrenó la versión fílmica de la obra, dirigida por Juan Bautista Stagnaro sobre su propio guion que tuvo como actores principales a Mauricio Dayub, Vando Villamil, Juan Verdaguer y Cacho Espíndola.